# Sippe (Pfadfinder)
Eine Sippe ist die kleinste Gruppe in der Pfadfinderarbeit. Die ursprüngliche englische Bezeichnung von Robert Baden-Powell, dem Gründer der Pfadfinderbewegung, lautet patrol. Alternative deutschsprachige Bezeichnungen sind Gruppe, Patrouille (auch in der Schreibweise Patrulle), Team, Fähnlein (Schweiz), Gilde oder Horte. Letzterer Begriff wurde ursprünglich von Eberhard Koebel für die Deutsche Jungenschaft vom 1. November 1929 eingeführt.
Eine Sippe hat meist zwischen fünf und zehn Mitglieder im Alter von ca. 10 bis 16 Jahren. Es gibt reine Jungen- und Mädchensippen oder gemischte Sippen, dies wird in den Pfadfinderbünden verschieden gehandhabt. Eine solche Gruppenbildung geht auf die Überzeugung Baden-Powells zurück, dass in kleinen Gruppen der Einzelne besser zur Geltung kommt und weniger untergeht. In der Pfadfinderbewegung wird dies Pädagogik der kleinen Gruppe genannt.
Mehrere Sippen bilden zusammen meist einen Stamm, je nach Bund auch eine Jungenschaft, einen Hag, eine Mädelschaft, eine Siedlung oder einen Trupp.
Jede Sippe hat einen oder zwei so genannte Sippenführer, von einem Pfadfinderbund ausgebildete Gruppenleiter. Sie bereiten die Sippenstunden vor und gehen mit der Sippe auf Lager und Fahrten. Die Sippenführer sind meist „primus inter pares“ innerhalb der Sippe und (je nach Pfadfinderverband) ab 14 Jahre alt.